# 哈里斯堡 (密蘇里州)
哈里斯堡（英語：Harrisburg）是位於美國密蘇里州布恩縣的村。

## 人口
根據2020年美國人口普查的數據，哈里斯堡的面積為2.08平方千米，當中陸地面積為2.06平方千米，而水域面積為0.02平方千米。當地共有人口271人，而人口密度為每平方千米130人。